# Basalt (Colorado)
Basalt ist eine Town im Eagle County und im Pitkin County des US-Bundesstaats Colorado.
Das U.S. Census Bureau hat bei der Volkszählung 2020 eine Einwohnerzahl von 3984 ermittelt.
Basalt liegt zwischen El Jebel und Snowmass Village am Roaring Fork River und wird vom Colorado State Highway 82 tangiert.